# SpaceX CRS-5
SpaceX CRS-5 (также известный как SpX-5) — седьмой полёт автоматического грузового корабля Dragon компании SpaceX. Пятый полёт в программе снабжения МКС, выполненный SpaceX по контракту Commercial Resupply Services (CRS) с NASA.

### Запуск
Четырнадцатый запуск ракеты-носителя Falcon 9 и девятый запуск версии v1.1. Используется модификация ракеты-носителя для возвращение первой ступени Falcon 9 v1.1(R), впервые оборудованная решетчатыми рулями-стабилизаторами, которые тестировались на прототипе F9R Dev1.
Впервые произведена попытка приземления первой ступени на плавучую платформу Autonomous Spaceport Drone Ship, переоборудованную баржу, расположенную в 345 км от стартовой площадки, оснащённую двигателями и навигационной системой, с посадочной площадкой, размерами 91 на 52 метра.
Старт корабля переносился несколько раз. Изначально запланированный на 19 декабря 2015 года, был отложен до 6 января, в связи с техническими проблемами, возникшими во время традиционных предстартовых статических испытаний ракеты-носителя 16 декабря, чтобы дать SpaceX возможность протестировать системы корабля в полной мере, а также в связи с приближающимися рождественскими и новогодними праздниками.
6 января обратный отсчёт был остановлен за несколько минут до запуска, из-за возникновения технических проблем с двумя приводами контроля вектора тяги двигателя Merlin 1D Вакуум второй ступени ракеты-носителя. Условия запуска не позволяли продолжить отсчёт, поэтому старт был снова перенесён — сначала на 9 января, а затем — на 10 января.
10 января в 9:47 UTC ракета-носитель Falcon 9 успешно стартовала со стартовой площадки SLC-40 мыса Канаверал.

### Сближение и стыковка
Космический корабль достиг МКС 12 января и был схвачен манипулятором «Канадарм2» в 10:54 UTC, после чего пристыкован к модулю «Гармония» в 13:54 UTC.
21 января, с помощью манипулятов «Канадарм2» и «Декстр», из негерметичного контейнера корабля был извлечён аппарат CATS, после чего установлен на японском экспериментальном модуле «Кибо».

### Полезная нагрузка
Dragon доставил на МКС 1901 килограмм полезного груза (1823 кг без учёта упаковки) в герметичном отсеке, в том числе:
- Провизия и вещи для экипажа — 490 кг
- Материалы для научных исследований — 577 кг
- Оборудование для выхода в открытый космос — 23 кг
- Оборудование и детали станции — 678 кг
- Компьютеры и комплектующие — 16 кг
- Российский груз — 39 кг

В негерметичном контейнере доставлен аппарат CATS (Cloud Aerosol Transport System), установленный на модуле «Кибо» для измерения загрязнения атмосферы Земли. Масса аппарата — 494 кг.
Обратно на Землю Dragon вернул 1662 килограмма полезного груза (1332 кг без учёта упаковки), в том числе:
- Вещи экипажа — 21 кг
- Материалы научных исследований — 752 кг
- Оборудование и детали станции — 232 кг
- Компьютеры и комплектующие — 1 кг
- Оборудование для выхода в открытый космос — 86 кг
- Российский груз — 35 кг
- Мусор — 205 кг

В том числе на Землю были доставлены первые образцы распечатанные на 3D принтере. Так же был возвращен первый японский робот-астронавт Киробо доставленный на борт МКС кораблем HTV-4  9 августа 2013 года

### Отстыковка и возвращение
10 февраля в 17:11 UTC космический корабль был отстыкован от модуля «Гармония» манипулятором «Канадарм2». В 19:10 UTC Dragon освободился от манипулятора, а в 23:49 UTC началось 10-минутное включение двигателей для финального снижения перед вхождением в атмосферу.
11 февраля в 00:44 UTC корабль приводнился на расстоянии около 440 км от побережья Калифорнии.

## Возврат первой ступени
CRS-5 является первой миссией, в которой инженеры SpaceX попытались осуществить мягкую посадку первой ступени для последующего повторного использования. Предполагалось, что первая ступень Falcon 9, отработав свой участок полёта, должна была вернуться в атмосферу и совершить мягкую посадку в южной части Атлантического океана на специально оборудованную плавучую платформу размерами 90×50 метров.
При посадке была впервые задействована система решётчатых рулей, для более точного управления ступенью во время снижения. Первая ступень успешно достигла платформы, но перед самым приземлением потеряла ориентацию и, ударившись о платформу под углом, взорвалась и вылетела в воду. Самой платформе был нанесён незначительный ущерб. Причиной крушения было названо недостаточное количество рабочей жидкости в незамкнутой гидравлической системе решётчатых рулей, которая закончилась непосредственно перед посадкой.

## Галерея

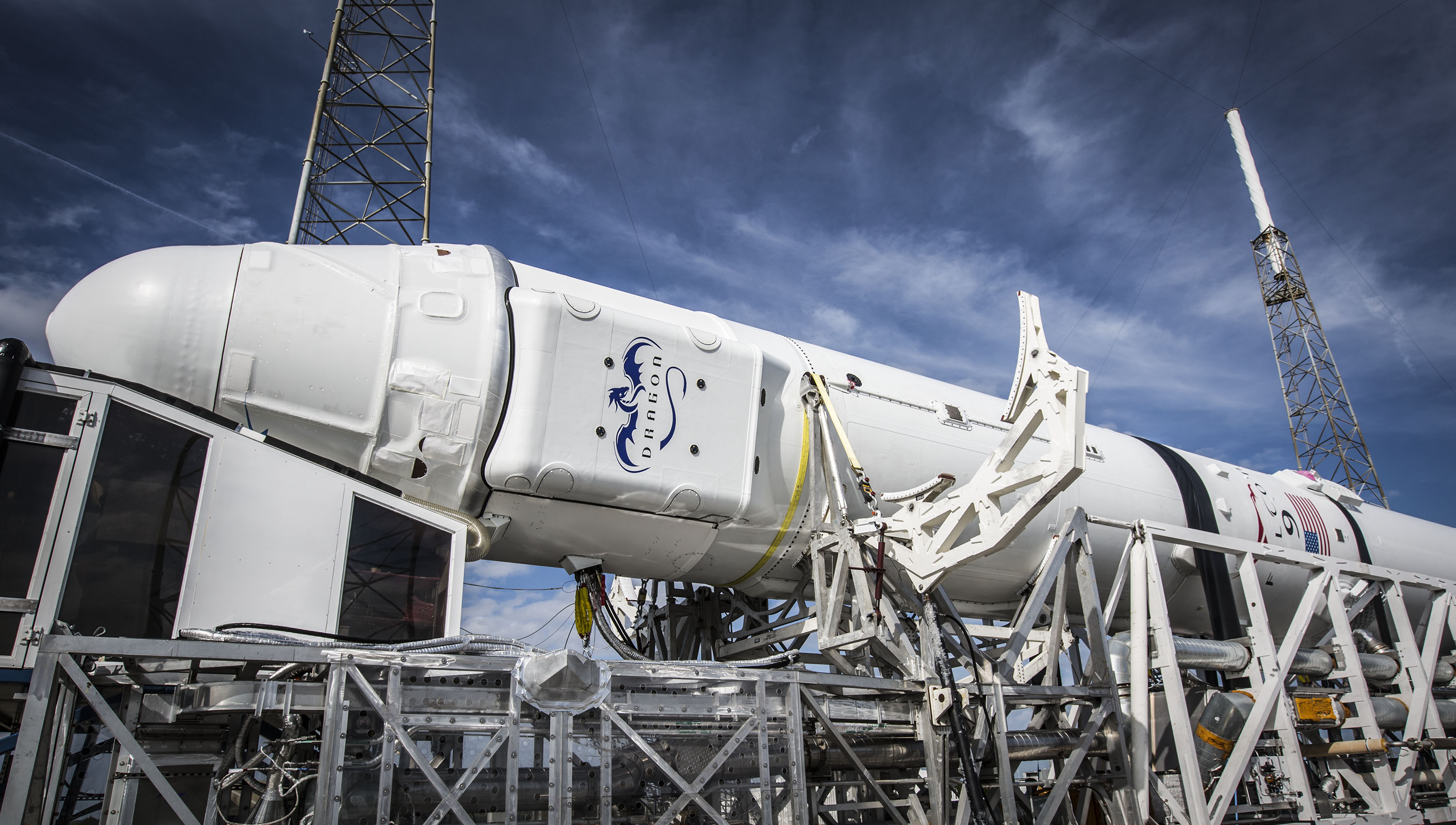
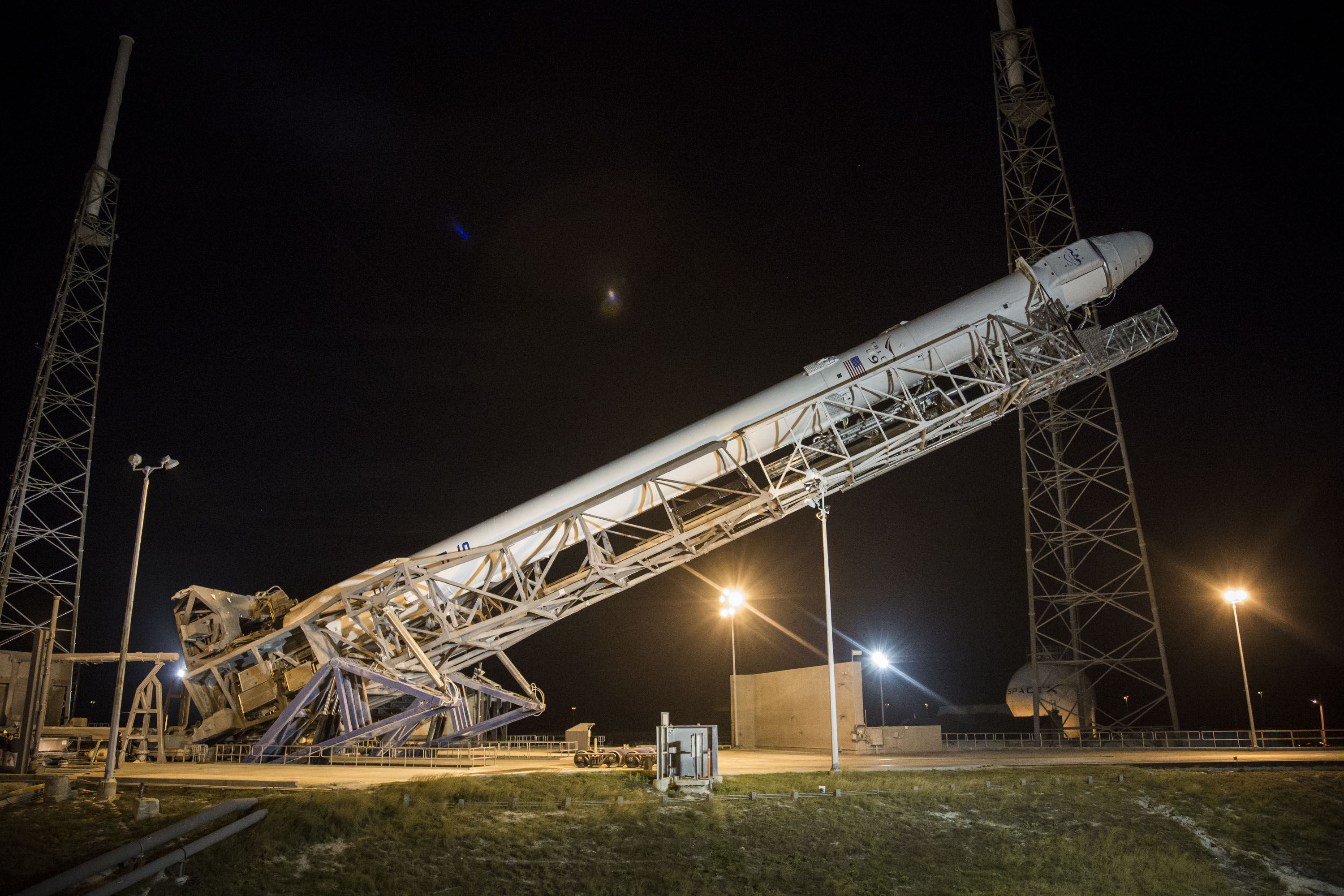
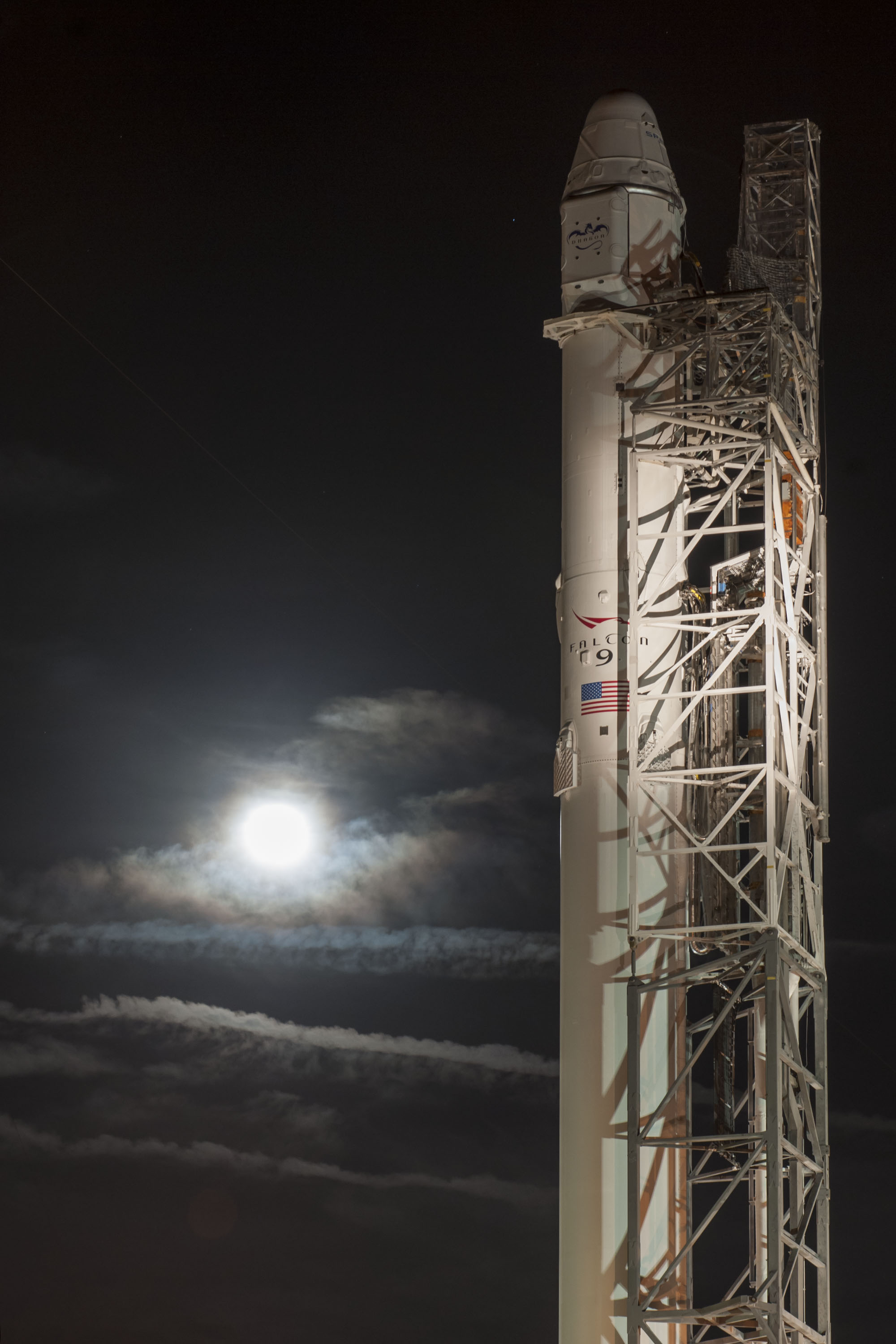
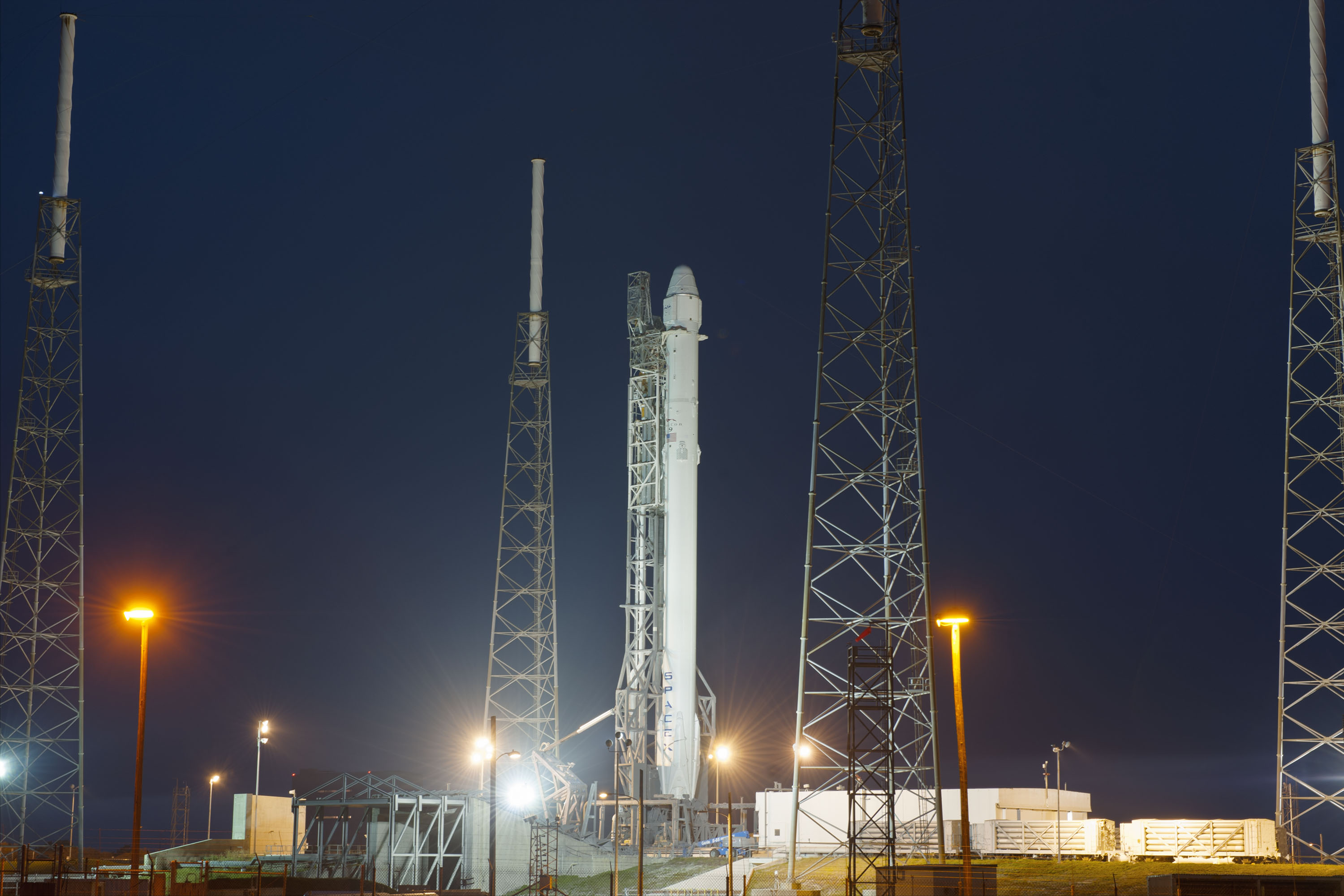
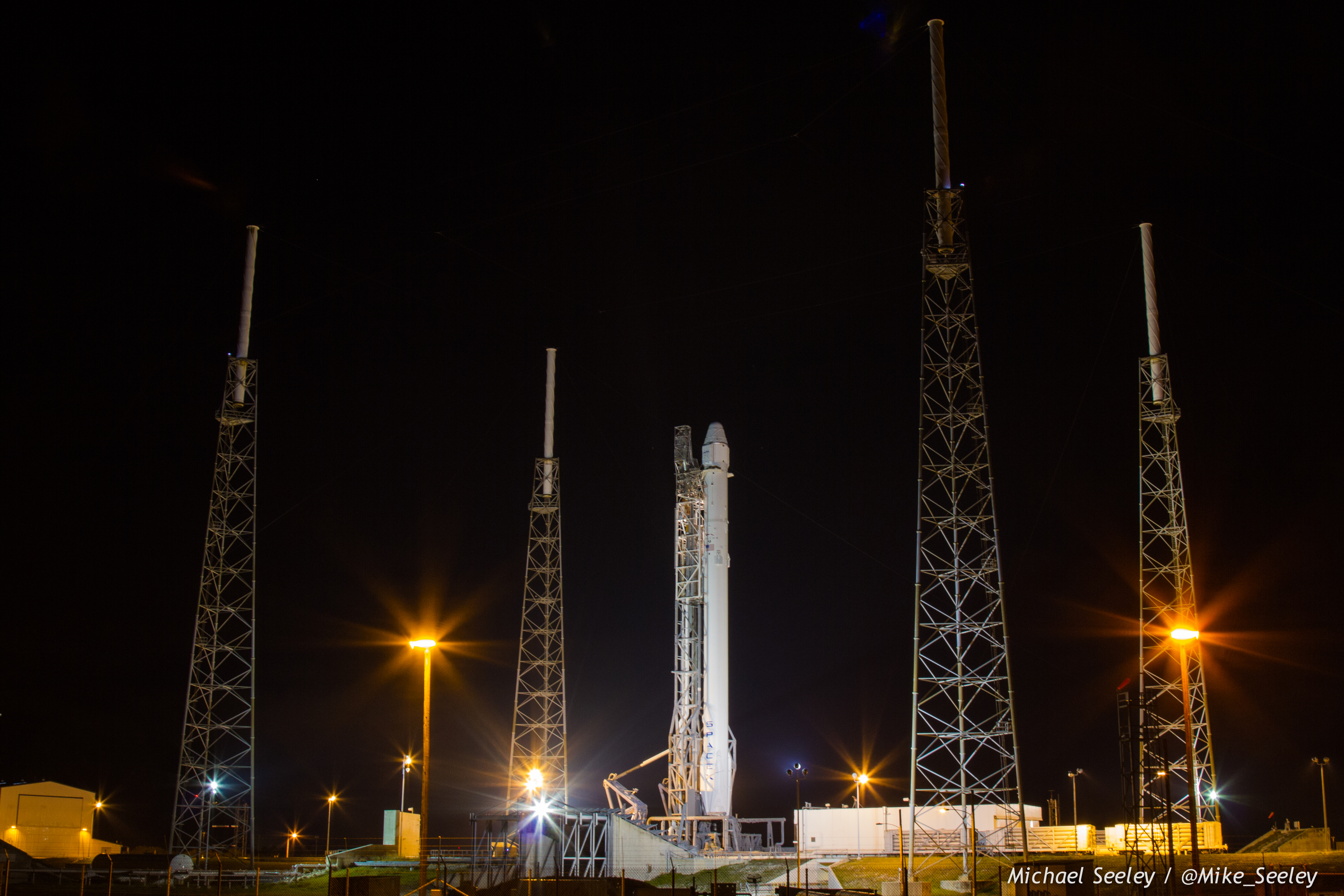
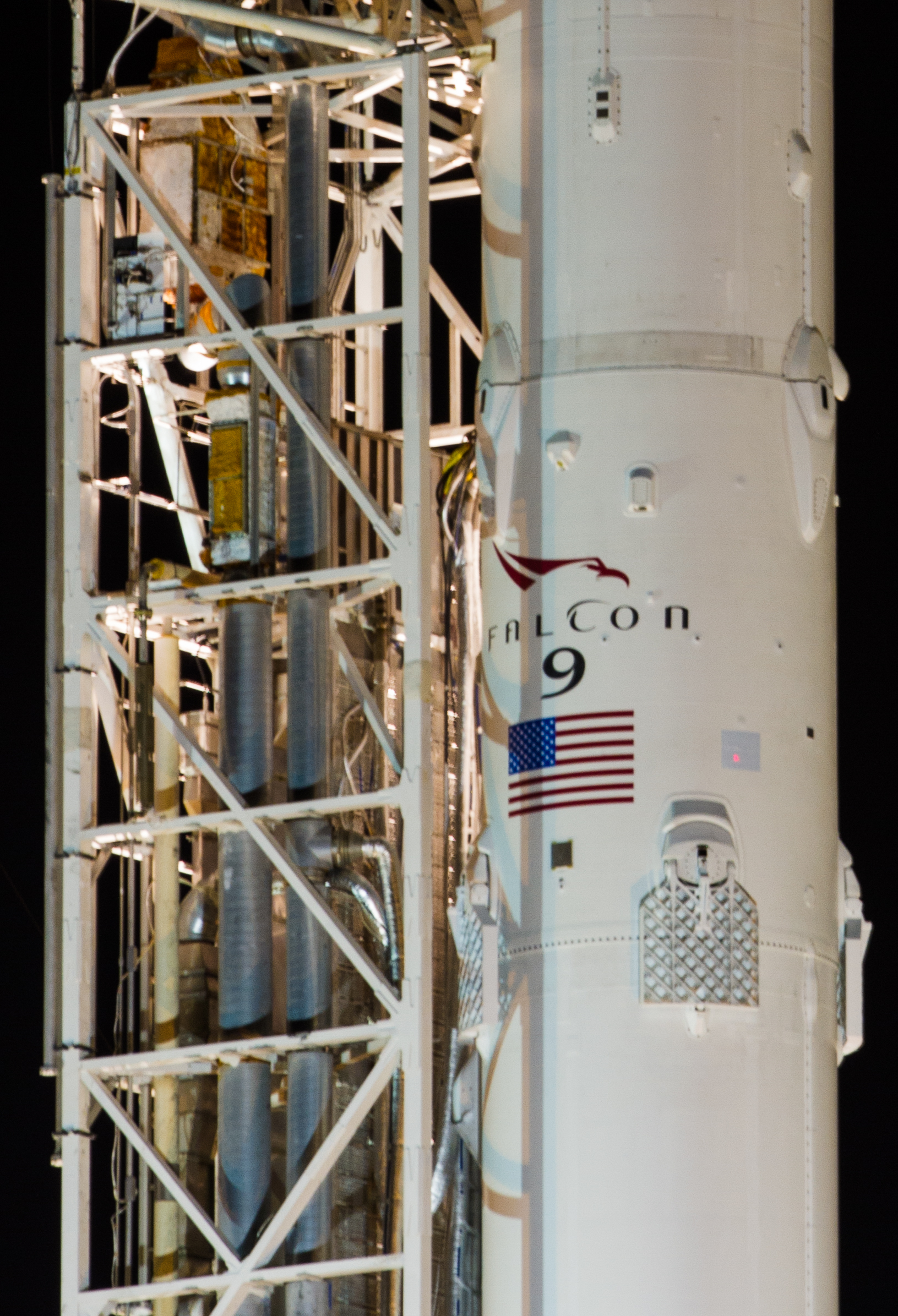
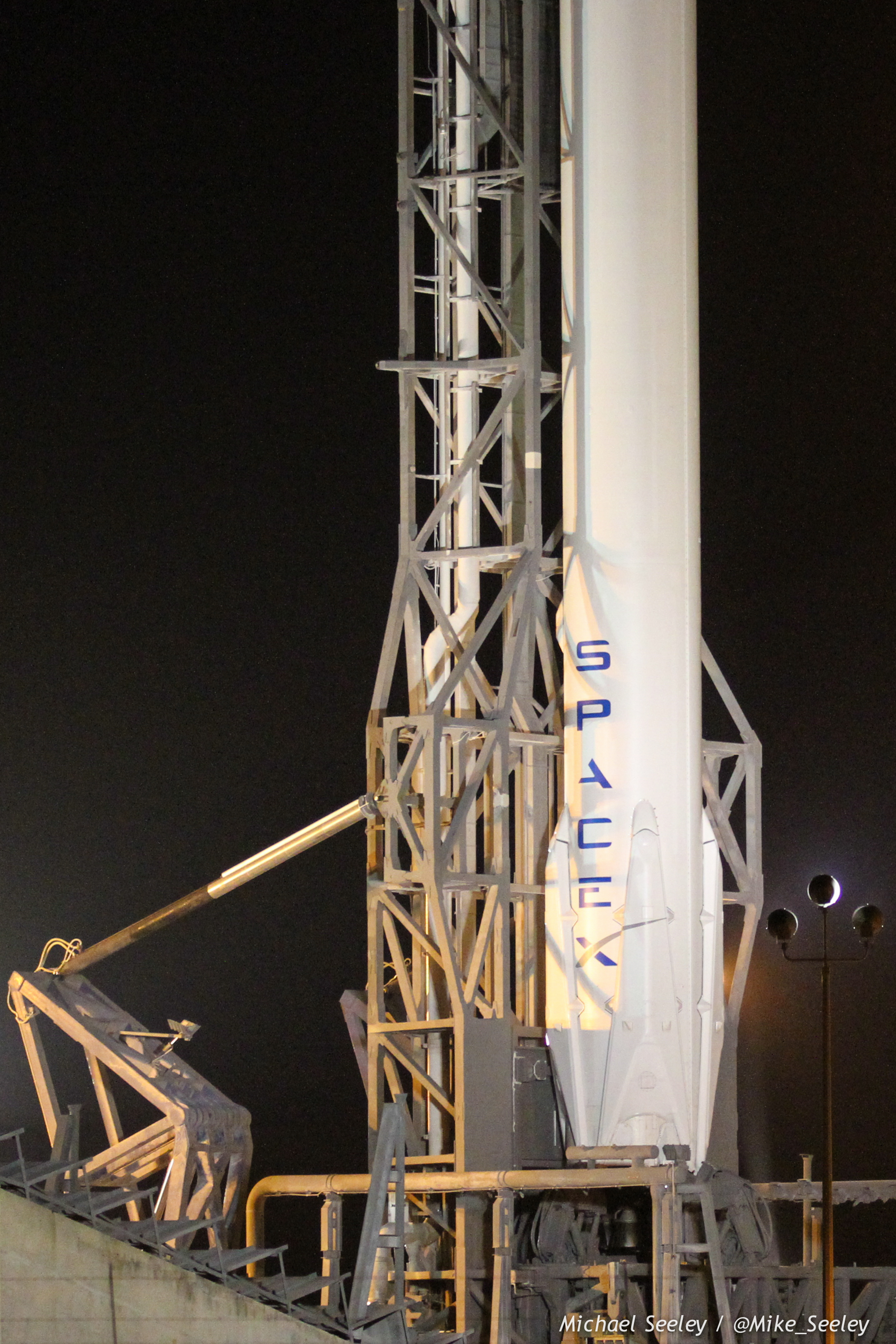
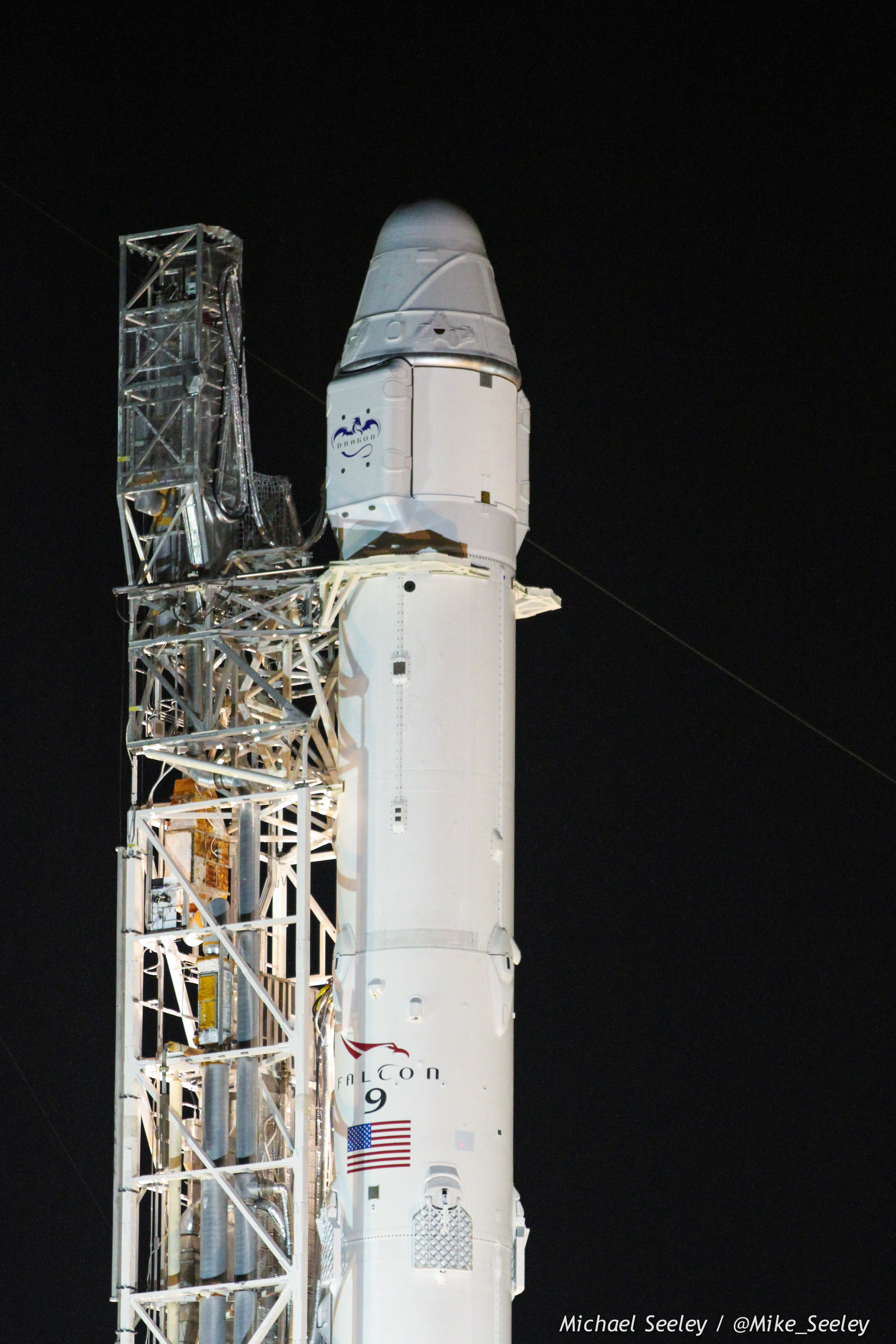
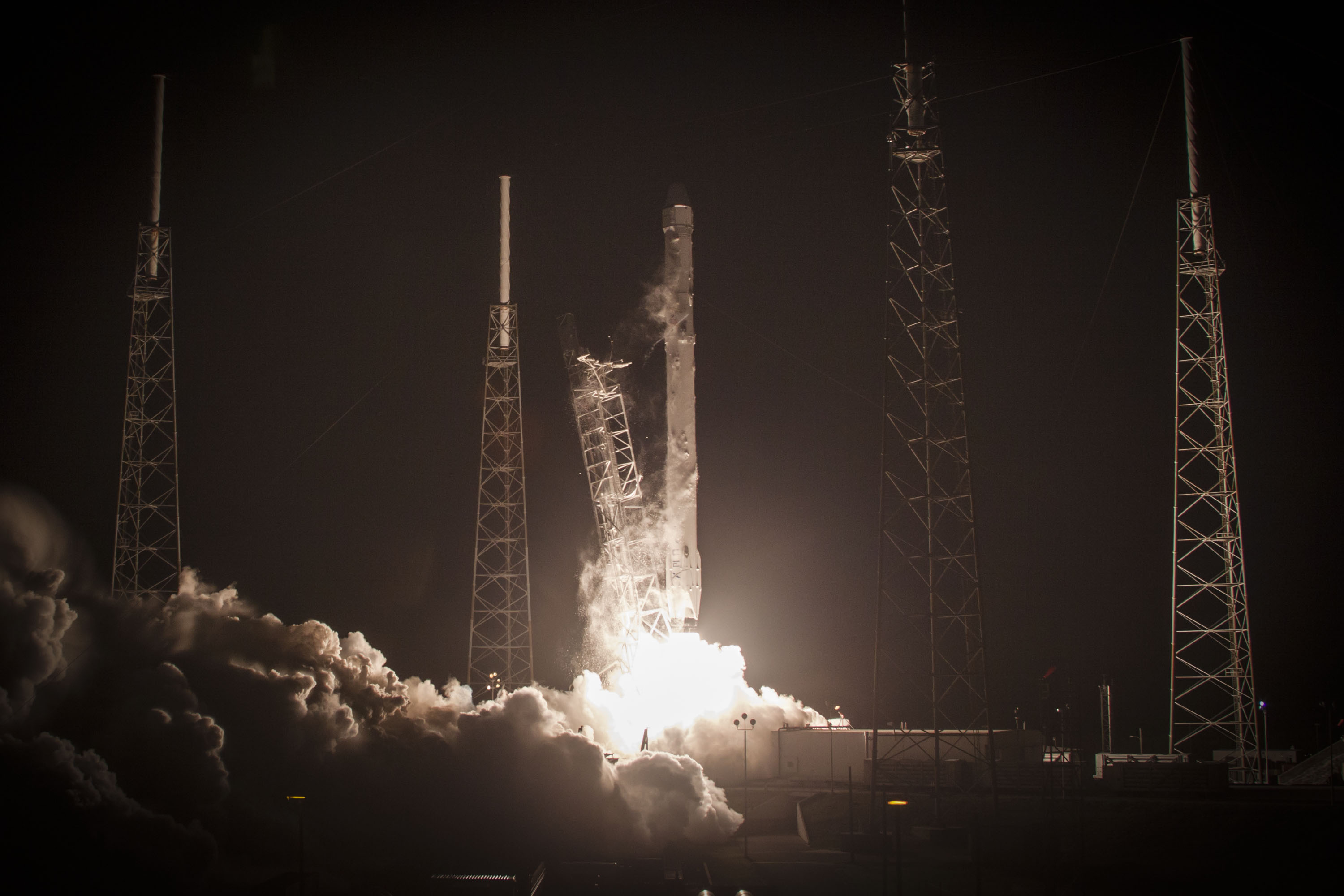
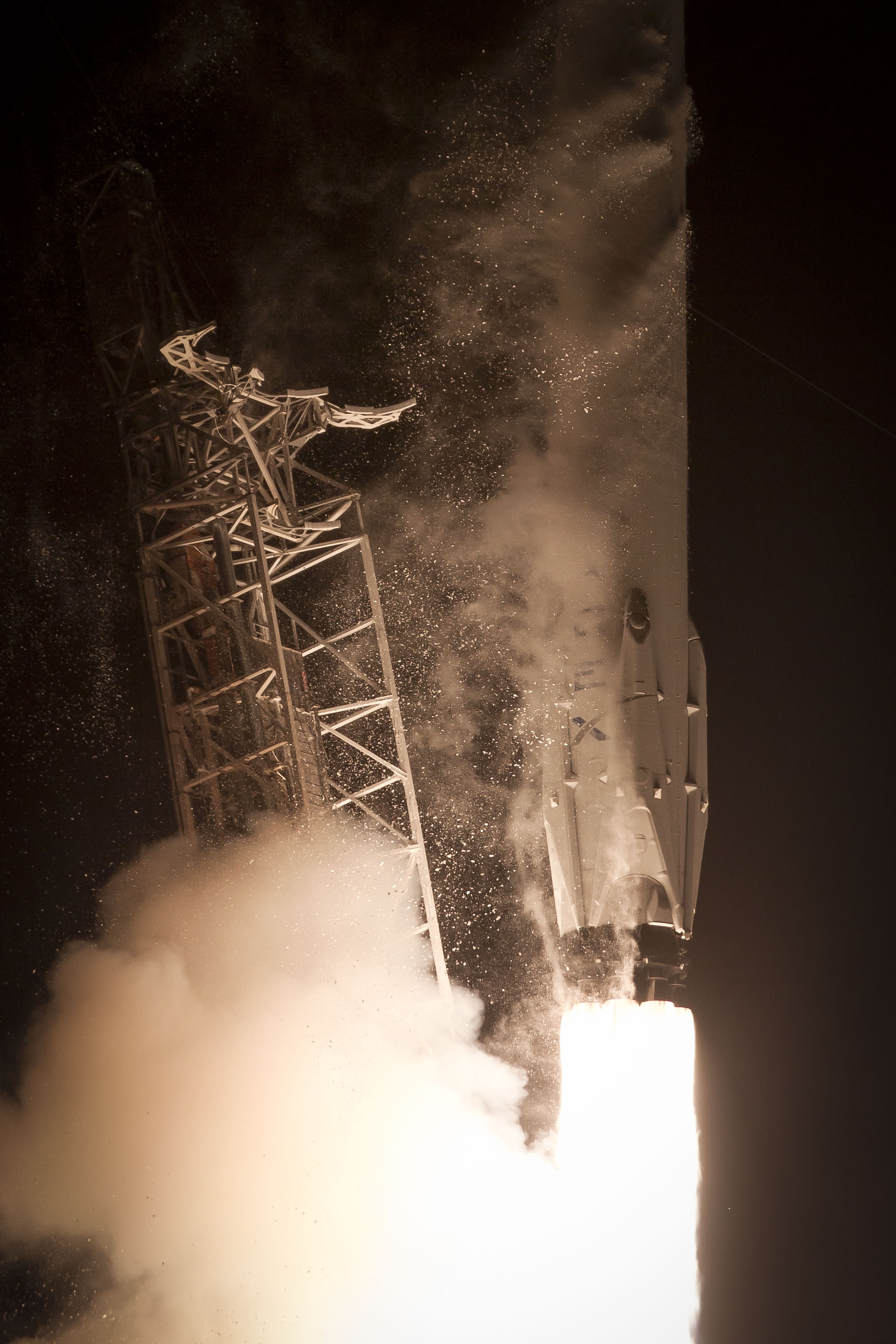
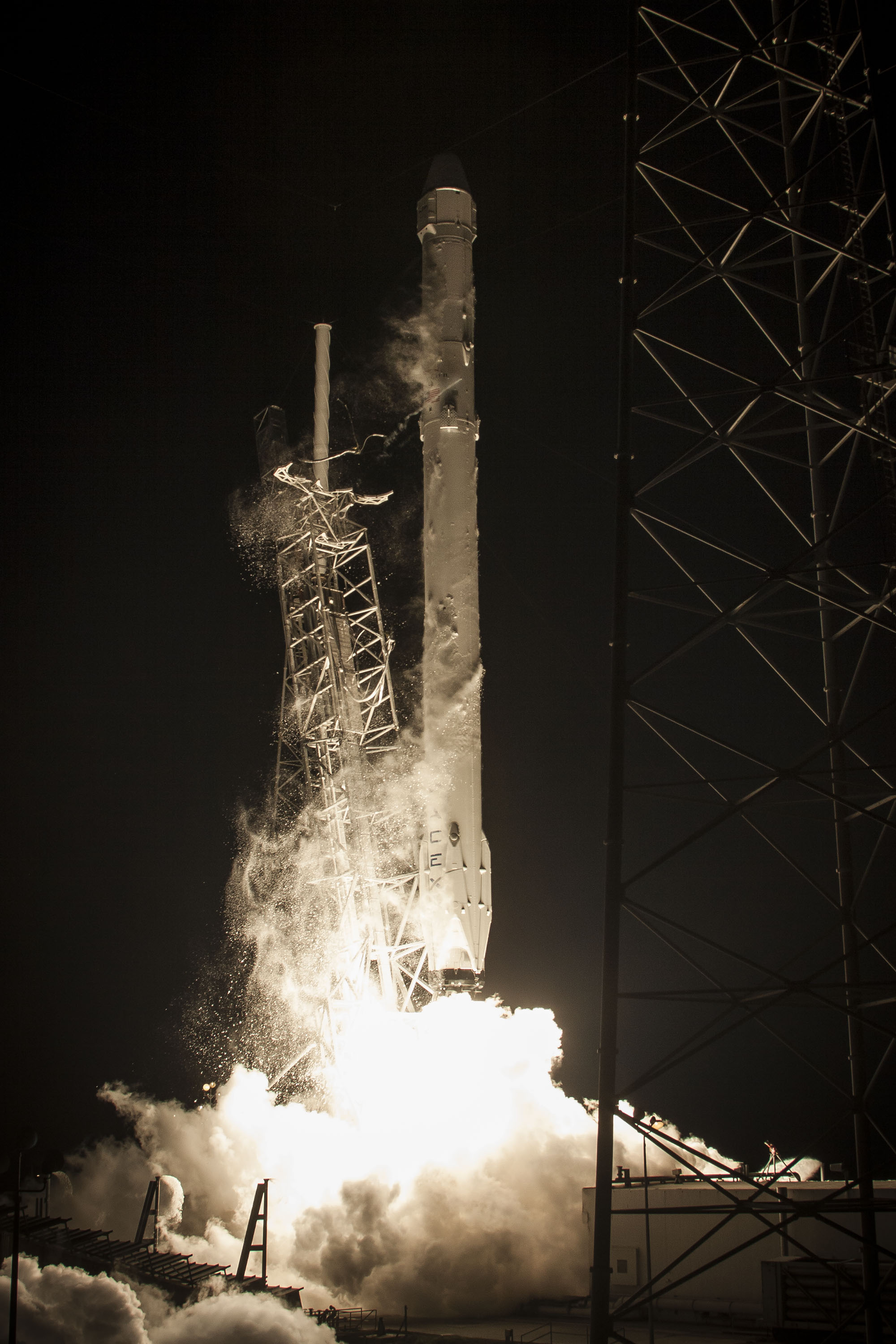
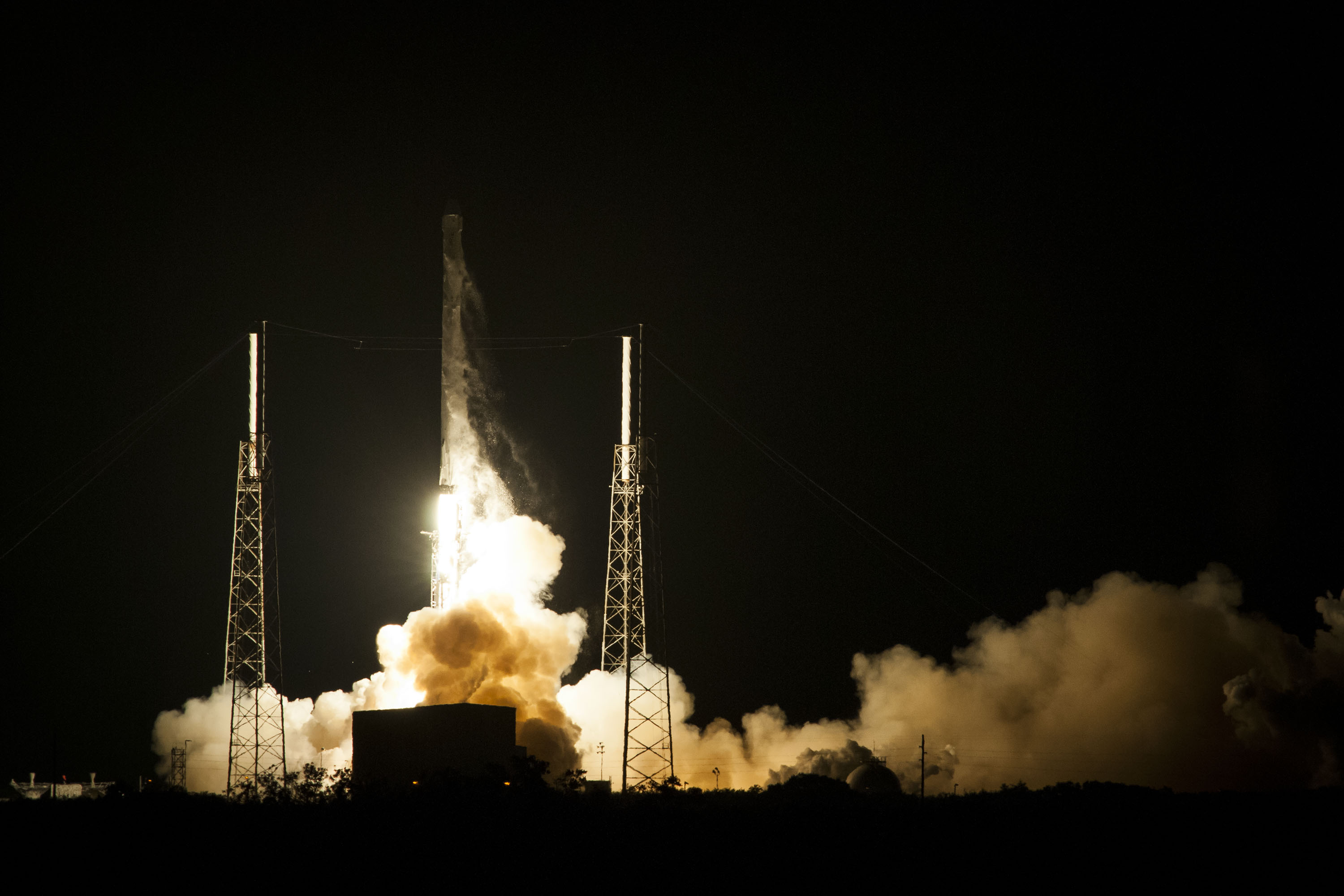
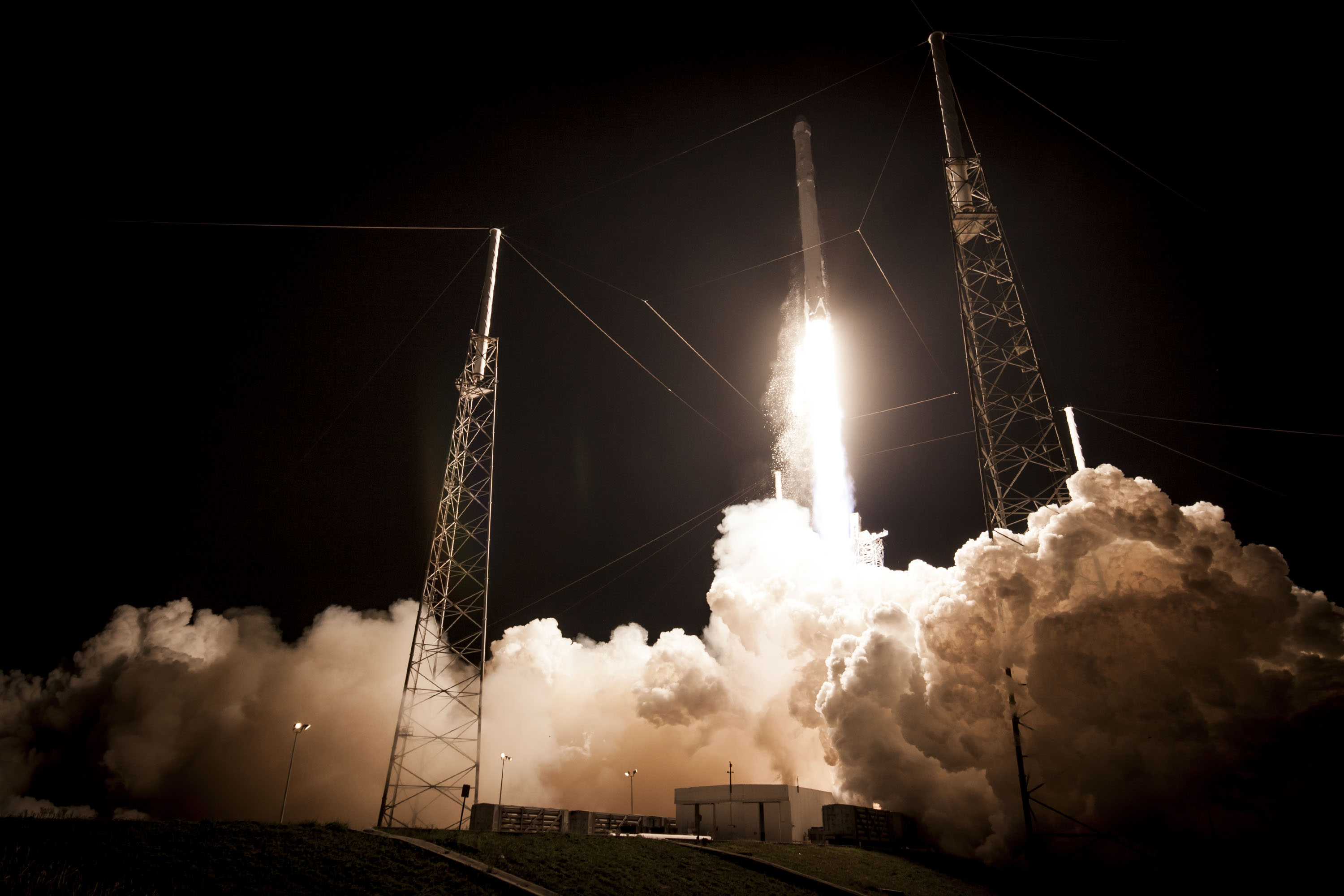
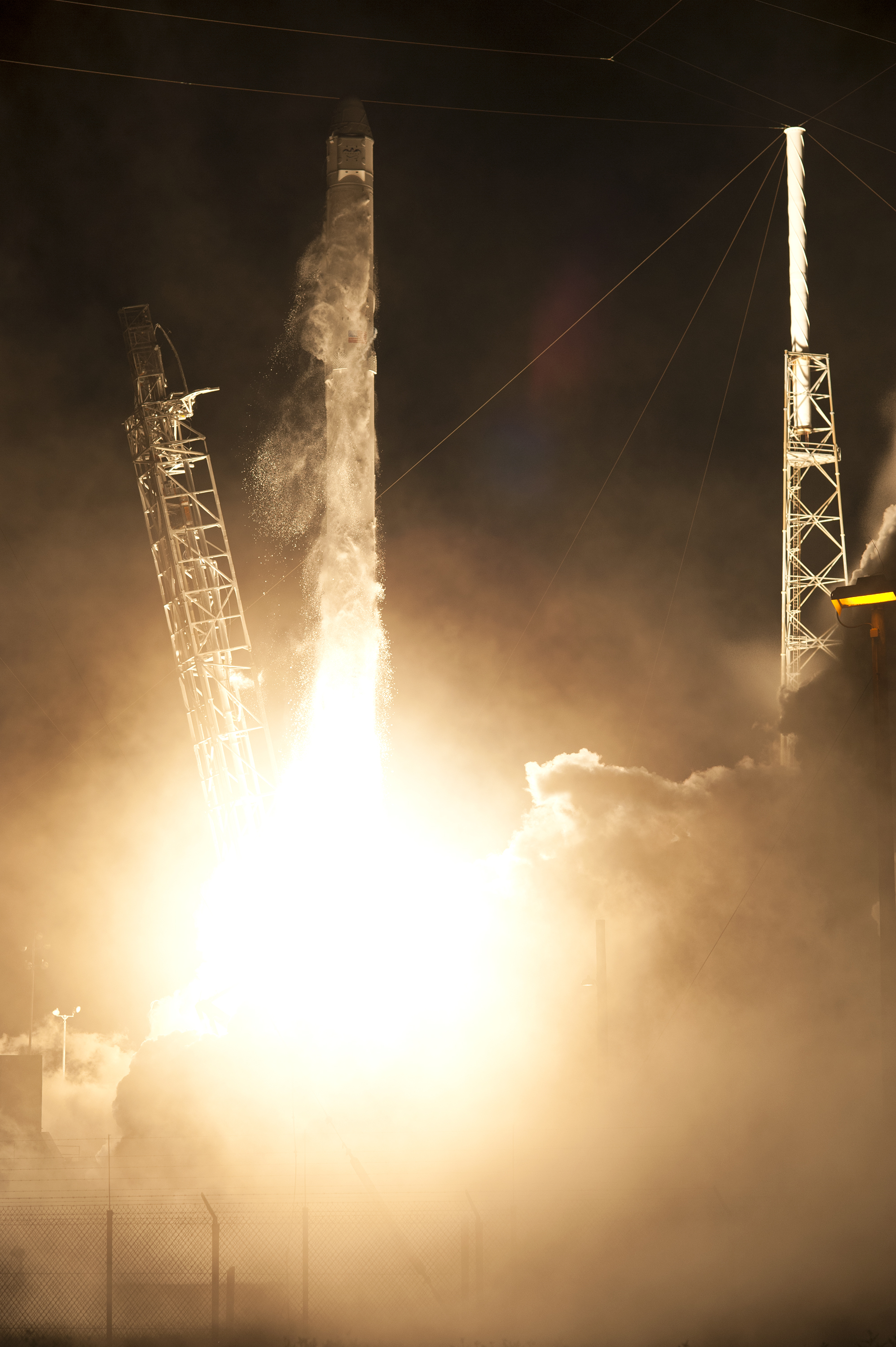
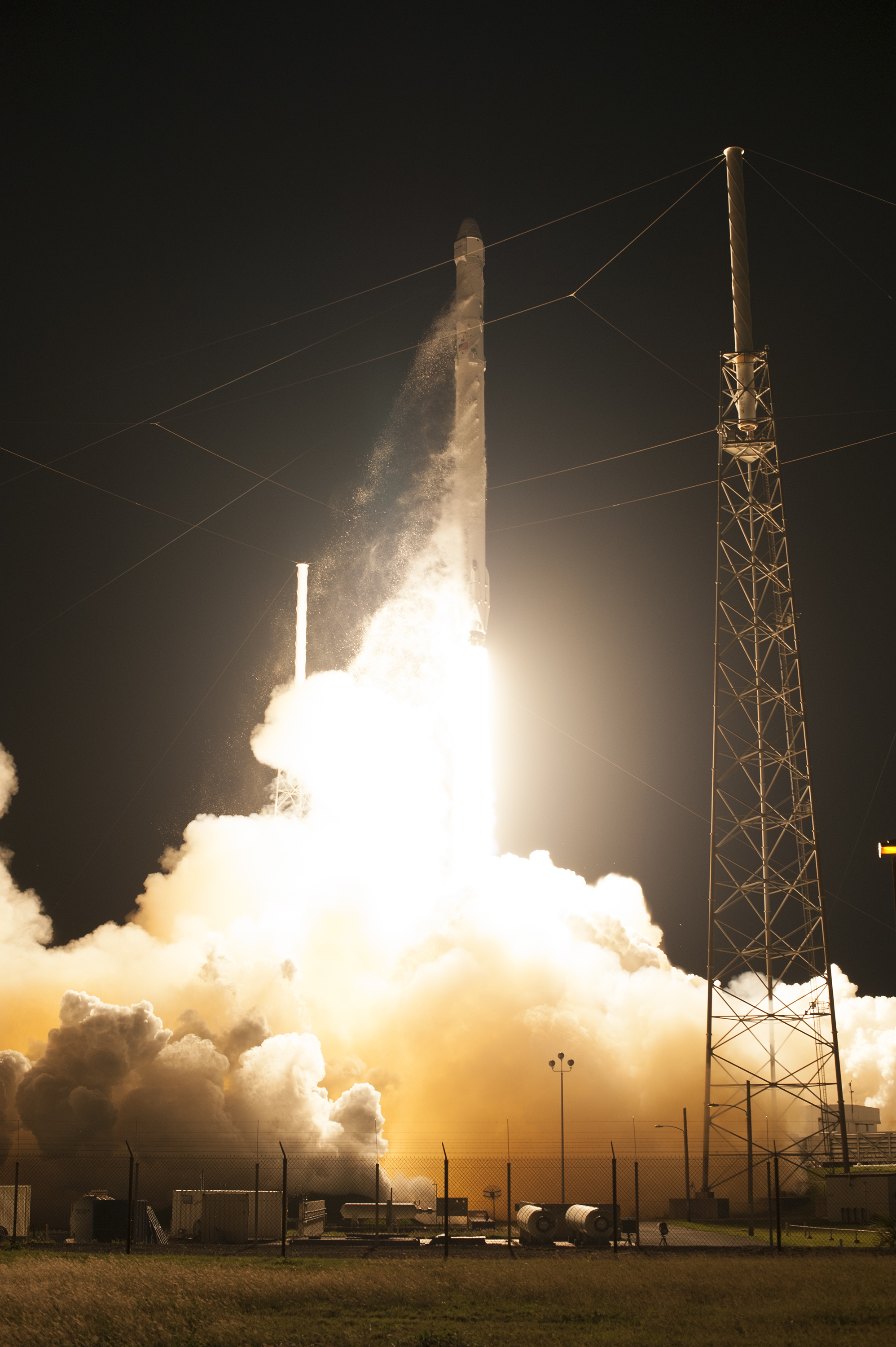
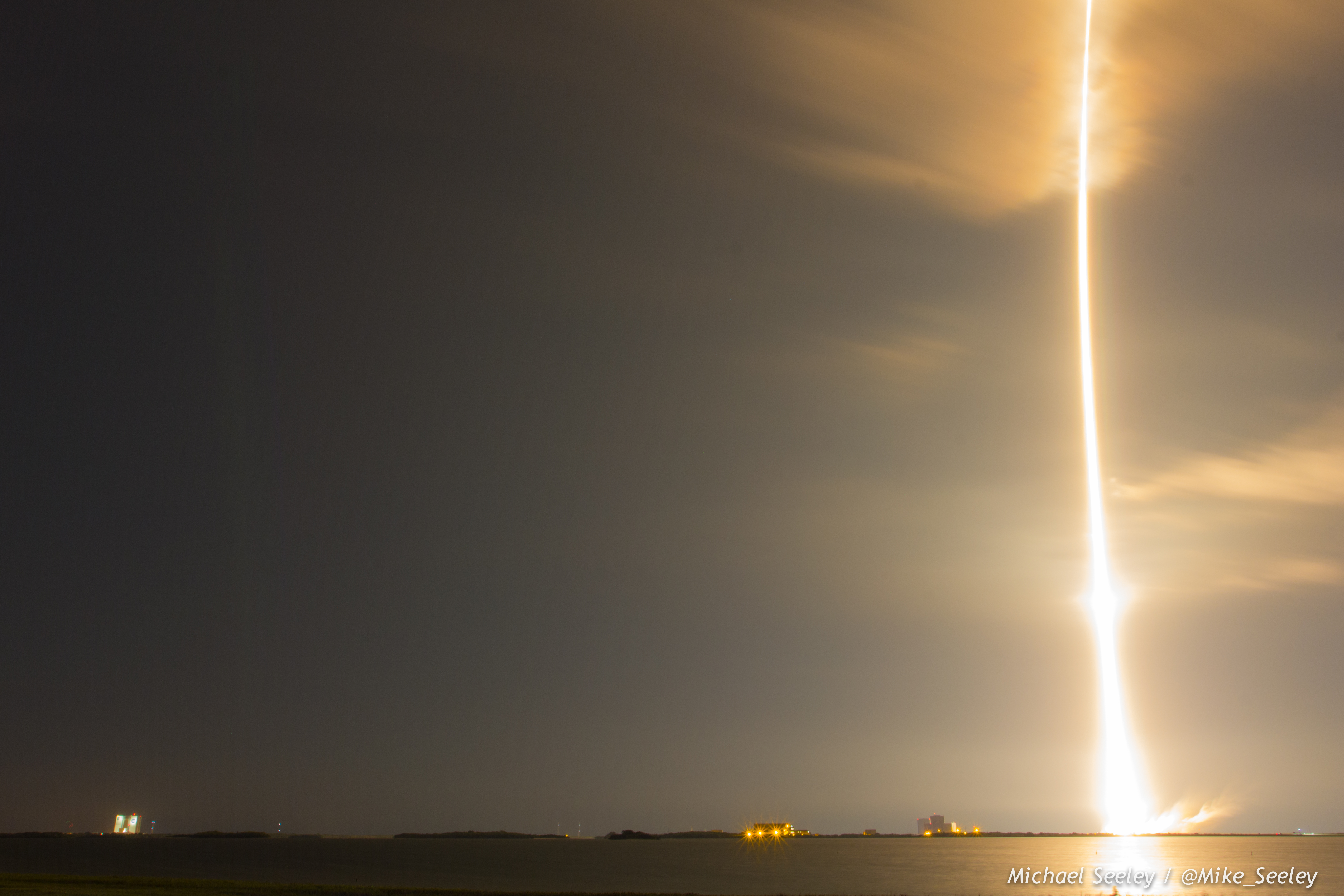